# مهری‌لی
مهری‌لی (به ترکی آذربایجانی: Mehrili) یک منطقهٔ مسکونی در جمهوری آذربایجان است که در شهرستان شمکور واقع شده‌است. مهری‌لی ۲٬۰۴۸ نفر جمعیت دارد.